# Štěchovice (Boêmia Central)
Štěchovice (Boemia centrale) é uma comuna checa localizada na região da Boêmia Central, distrito de Praha-západ.